# ماهيندرا ملك نيبال
ماهندرا بير بيكرام شاه ديف (النيبالية: महेन्द्र वीर विक्रम शाह) (11 يونيو 1920 - 31 يناير 1972) ملك نيبال من 1955 إلى 1972. ولد ماهيندرا في 11 يونيو 1920 للملك تريبهوفان بير بيكرام شاه من نيبال. على الرغم من أن تريبهوفان كان ملكيا اسميا منذ عام 1911. كان ماهيندرا أسيرًا في قصر نارايانهيتي الملكي، وهو عبارة عن قفص مذهل. في عام 1940 تزوج من إندرا راجيا لاكشمي ديفي، [5] [6] ابنة الجنرال هاري شمشير رنا. كان ماهيندرا لديه 4 أبناء، رافيندرا - من «جيتا غورونغ»، بيرندرا، جيانيندرا، دهريندرا وثلاث بنات شانتي، وشرادة، وشوبها. توفي ولي العهد الأميرة إندرا في عام 1950. في عام 1952، تزوج ماهيندرا شقيقة إندرا الصغرى، راتنا راجيا لاكشمي ديفي.
لم ينتج هذا الزواج أي أطفال.
نجح ماهندرا تريبهوفان كملك نيبال. توج في 2 مايو 1956.

## 1960 الانقلاب
في 15 ديسمبر 1960، أوقف الملك ماهندرا الدستور، وحل البرلمان المنتخب، وحل الحكومة، وفرض الحكم المباشر وسجن رئيس الوزراء آنذاك بيشويشوار براساد كويرالا. قامت ماهيندرا بإنشاء نظام [panchayat (نيبال) | Panchayat] الهرمي لمجالس القرى والمقاطعات والمجالس الوطنية، 

## روابط خارجية
- ماهيندرا ملك نيبال على موقع الموسوعة البريطانية (الإنجليزية)
- ماهيندرا ملك نيبال على موقع مونزينجر (الألمانية)